# Sarkis Soghanalian
Sarkis Garabet Soghanalian (armenisch Սարգիս Սողանալեան, 6. Februar 1929 bei İskenderun – 5. Oktober 2011) war ein Internationaler Waffenhändler mit dem Spitznamen Merchant of Death (Händler des Todes). Seine Lebensgeschichte war neben anderen Waffenhändler die Grundlage für den Film Lord of War – Händler des Todes. Soghanalian wurde von der Fernsehsendung Frontline als der größte Waffenhändler zu Zeiten des Kalten Krieges bezeichnet. Außerdem war er der wichtigste Waffenverkäufer an die ehemalige irakische Regierung unter Saddam Hussein.

## Leben
Soghanalian war der Sohn einer armenischen Familie. Er wurde im Gebiet von İskenderun (damals Sandschak Alexandrette, heute Türkei) geboren. Seine Familie zog 1939 in den Libanon um, um einer Verhaftung durch die Türken zu entgehen. Aufgrund der ärmlichen Verhältnisse, in denen seine Familie lebte, verließ er die Schule vorzeitig und schloss sich dem französischen Militär an. Er diente in einer Panzereinheit. Später arbeitete er als Skilehrer im Libanon.
Anfang der 1970er Jahre kam er mit dem Waffenhandel in Kontakt, als er 1973 die erste Ladung Feuerwaffen verkaufte. Die Lieferung bestand hauptsächlich aus amerikanischen Waffen. Später beschaffte er hauptsächlich Klein- und Infanteriewaffen aus verschiedenen Ostblockländern, darunter Bulgarien, Ungarn und Polen.
Nach dem libanesischen Bürgerkrieg begann er andere Konfliktgebiete zu beliefern. Darunter waren:
- die christliche Kata’ib-Bewegung im Libanon
- verschiedene Gruppen in Ecuador, Mauretanien und Nicaragua
- der Präsident der demokratischen Republik Kongo Mobutu Sese Seko
- Muammar al-Gaddafi
- das argentinische Militär während des Falklandkriegs.

Mit Beginn des Iran-Irak-Krieges im Jahre 1980 fing Soghanalian mit dem Waffenverkauf an den Irak an. Dies geschah mit Wissen und Duldung der USA. 

“The Americans knew what I was doing, every minute, every hour. If I drank a glass of water, they were aware of it and what kind of water it was.”

„Die Amerikaner wussten, was ich tat, jede Minute, jede Stunde. Wenn ich ein Glas Wasser trank, wussten sie das und sie wussten auch, welches Wasser das war.“

Seit der Landung amerikanischer Einheiten im Libanon im Jahr 1958 bestand eine gute Beziehung zwischen Soghanalian und den Vereinigten Staaten von Amerika. Er wurde von offizieller Seite als gute und vertrauenswürdige Quelle bezeichnet, was aus ihm einen optimalen Kandidaten für den Waffenhandel mit dem Irak machte. Während des Embargos im Iran-Irak-Krieg transportierte er die Waffen über Drittländer in den Irak. Sein bedeutendstes Geschäft war der Verkauf französischer Panzerartillerie.